# Drowned World Tour
Drowned World Tour a fost al patrulea turneu mondial (și al cincilea în total) al Madonnei. Cântăreața a vizitat orașe din America de Nord și Europa pentru a promova albumele Ray of Light și Music. Fiind în căutare de noi genuri muzicale pentru a le încerca, solista a omis majoritatea pieselor lansate în perioada anilor '80. Spectacolul a fost divizat în patru secțiuni: Punk, Geisha, Cowgirl și Flamenco/Ghetto Fabulous.